# Loïk Le Floch-Prigent

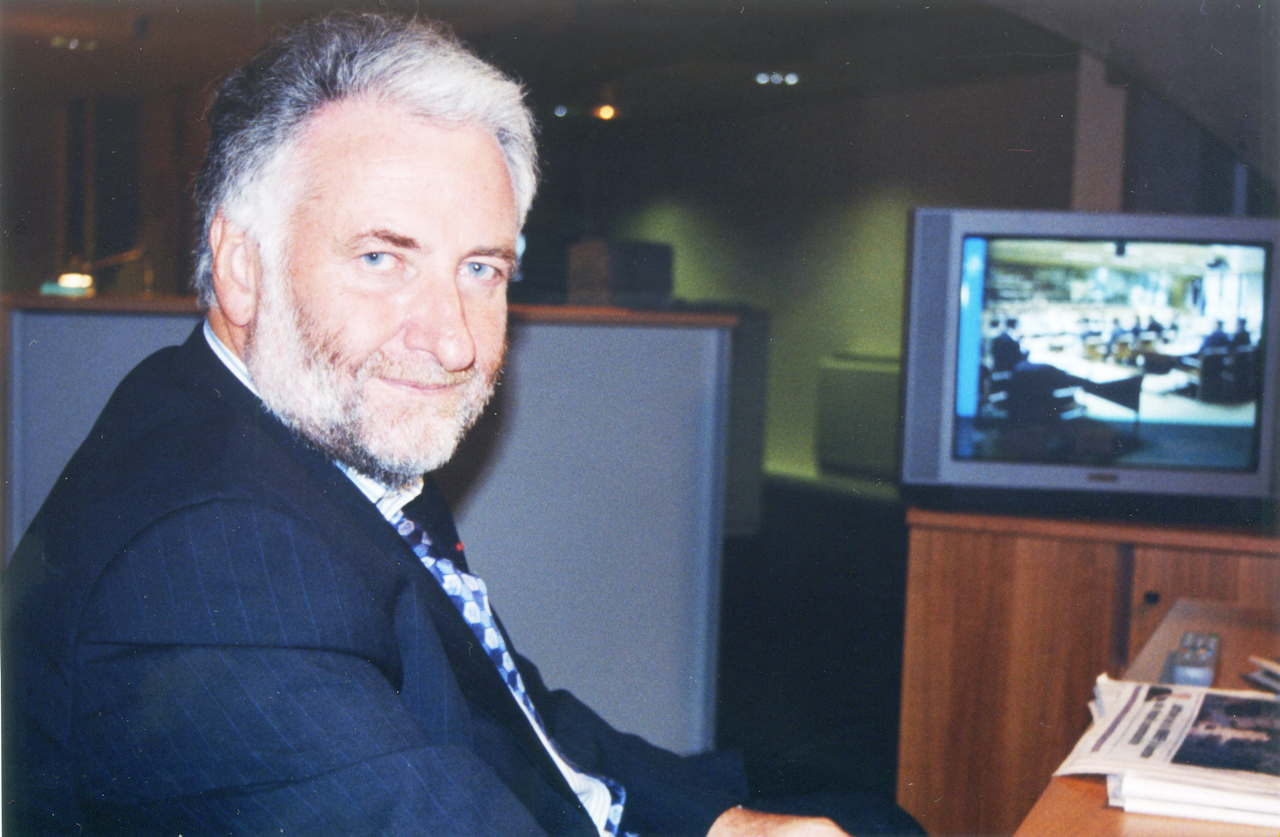
Loïk Le Floch-Prigent (1999)

Loïk Le Floch-Prigent (* 21. September 1943 in Brest, Département Finistère; † 16. Juli 2025) war ein hochrangiger französischer Manager. Er wurde insbesondere bekannt als Vorstandsvorsitzender des Mineralölkonzerns Elf Aquitaine zwischen 1989 und 1993, danach als Präsident der französischen Eisenbahngesellschaft SNCF vom Dezember 1995 bis Juli 1996, als die Untersuchungen zu der Elf-Affäre, eines umfangreichen Korruptionsskandals, in den er und andere leitende Angehörige von Elf Aquitaine verwickelt waren, begannen. Im Jahr 2003 wurde er in der Sache zu einer Gefängnisstrafe verurteilt, von der er 20 Monate verbüßte. Er war Neffe des bretonischen Poeten Maodez Glanndour.

## Karriere

### Bis 1996
Le Floch-Prigent bestand 1967 sein Examen am Institut national polytechnique de Grenoble (INPG). Von 1981 bis 1982 war er Kabinettsdirektor des Industrieministers Pierre Dreyfus. Zwischen 1982 und 1986 war er als Vorstandsvorsitzender des Pharmaunternehmens Rhône-Poulenc tätig. Als er nach einem Regierungswechsel diese Position verlor, erhielt er am 28. Juni 1989 durch Vermittlung seiner „rechten Hand“ Alfred Sirven den Posten als Vorstandsvorsitzender des größten französischen Unternehmens, der ehemals staatlichen Mineralölgesellschaft Elf Aquitaine – eine Funktion, die er bis zum 3. August 1993 behielt. Vom 4. August 1993 bis zum 2. Januar 1996 arbeitete Le Floch-Prigent als Präsident der staatlichen Gaz de France. Am 20. Dezember 1995 wechselte er zur staatlichen französischen Eisenbahngesellschaft SNCF, wo er bis zum 4. Juli 1996 als Präsident fungierte.

### Ab 1996: Elf-Affäre
Im Rahmen des Prozesses um die Elf-Affäre wurde er am 4. Juli 1996 inhaftiert und war sechs Monate in Untersuchungshaft bis zum 23. Dezember 1996, als er gegen eine Kaution von 500.000 Franc freigelassen wurde. Am 12. November 2003 wurde er zu fünf Jahren Gefängnis und einer Geldstrafe von 375.000 Euro verurteilt. Gegen dieses Urteil legte er keine Berufung ein. Am 8. April 2004 wurde er nach Verbüßung von 20 Monaten Haft aus gesundheitlichen Gründen aus dem Gefängnis entlassen. Im September 2010 musste er erneut für einige Monate in Haft, weil er entgegen der Bewährungsauflage den ihm auferlegten Schadenersatz an den Mineralölkonzern nicht in der festgelegten Höhe gezahlt hatte.

### Späteres Leben
In den Jahren nach der Haft und bis zu seinem Tod war er als Berater in der Industrie tätig. Zudem war er Mitglied des „Strategiekomitees“ des rechtsextremen, dem Politiker Éric Zemmour nahestehenden Onlinemediums Frontières.
2012 wurde er in der Elfenbeinküste festgenommen und nach Togo ausgeliefert, wo er des Betrugs beschuldigt war und fünf Monate in Untersuchungshaft verbrachte. Er beteuerte nach seiner Rückkehr nach Frankreich seine Unschuld.
Le Floch-Prigent starb am 16. Juli 2025 im Alter von 81 Jahren.

## Ehrungen
Offizier der Ehrenlegion und des nationalen Ordens le Mérite. Beide Orden sind aberkannt.